# Peter K. Klein
Peter K. Klein (geboren 1942) ist ein deutscher Mediävist und  Kunsthistoriker.

## Leben
Peter K. Klein studierte an der Universität Münster, an der Universität Heidelberg und wurde 1970 mit einer Arbeit über den Beatus-Kodex an der Universität Bonn promoviert. Er habilitierte sich 1982. Klein lehrte an den Universitäten von Pittsburgh, Lexington, Genf, Paris-Nanterre, Bamberg, Regensburg, Los Angeles und Marburg.
Klein wurde 1995 als Ordinarius an das Kunsthistorische Institut der Universität Tübingen berufen. Er wirkte mit im geplanten Sonderforschungsbereich „Exemplarik, Paradigmatik und Modellbildung in der Kultur“. Seit 2007 ist Klein emeritiert.
Seine Forschungsschwerpunkte sind Buchmalerei, Skulptur und Ikonographie des Mittelalters, die spanische Kunstgeschichte sowie der Antisemitismus in der Bildenden Kunst.

## Schriften (Auswahl)
- Der Beatus-Kodex aus Las Huelgas: New York Pierpont Morgan Library MS M 429. Kommentar, kodikologische Einführung und Beschreibung der Illustration. Münster: Bibliotheca Rara, 2006 (Zugl.: Bonn, Univ., Philos. Fak., Diss., 1970)
- Trierer Apokalypse. Kommentarband zur Faksimile-Ausgabe, Graz 1975.
- Der ältere Beatus-Kodex Vitr. 14-1 der Biblioteca Nacional zu Madrid. Hildesheim: Olms, 1976
- Apokalypse Ms Douce 180. Kommentar zur vollständigen Faksimile-Ausgabe. Akademische Druck- und Verlagsanstalt, Graz 1983, ISBN 3-201-01165-7
  - Die Oxforder Apokalypse: MS Douce 180 der Bodleian Library, Oxford. Kommentar Peter K. Klein. Graz: Akademische Verlags-Anstalt, 2010
- Beatus de Liébana. Codex Urgellensis. Kommentarband zur Faksimile-Ausgabe. Madrid, 1999
- (Hrsg.): Der mittelalterliche Kreuzgang – Architektur, Funktion und Programm. Regensburg 2004, ISBN 3-7954-1545-4